# 捨て看板
捨て看板（すてかんばん）とは、短期間の企画やイベントを案内する日本の看板の一形態。多くは電柱に設置される。自動車のドライバーから見た場合、同じ広告が繰り返し視野に飛び込んでくるため、広告上の効果が高いとされており設置する者が後を絶たない。ほとんどの場合撤去を前提としておらず、朽ちるまで野ざらしとなることから、景観上やゴミ処理上等の問題となる。

## 概要
不動産業者が売買物件・オープンハウスの案内などで、また、風俗業者・パチンコ店などが新規開店の案内などで設置することがある。
構造は、A4からA3サイズの広告を段ボールやプラスチック板に印刷または貼付したもの、印刷した布を脚が付いた木枠に貼り付けるものなど多様である。後者については、製作する本数にもよるが1本500円～1000円で製作・設置が可能である。電柱や道路標識のポールには、両面テープ、またはロープや針金で固定される。
設置については軽犯罪法に触れるほか、各地方自治体で規制する条例を制定しており、設置している現場を押さえられた場合、現行犯で逮捕される可能性が高い。このため設置は、夜間、広告店の従業員や何も知らされていないアルバイトを動員して行われることが多い。
かつては捨て看板といえども、勝手に撤去した場合には横領罪（占有離脱物横領）に相当する可能性があり、一度張り出された場合、手が出せない状態であった。しかし1990年代後半頃から風俗産業の捨て看板が増加、景観上の問題に加え教育上の問題にも及んできたことから、2005年に景観緑三法などが整備され、一定のルールの上で撤去が可能となった。